# 33677 Truell
33677 Truell este o planetă minoră (asteroid) din centura de asteroizi. A fost descoperită pe 13 mai 1999 la Experimental Test Site⁠(d) de Lincoln Near-Earth Asteroid Research. 
Obiectul prezintă o orbită caracterizată de o semiaxă mare de 2,3165677 UAi, o excentricitate de 0,07, o înclinație de 7,17302 ° în raport cu ecliptica.